# Дреггерс
Дреггерс (нем. Dreggers) — община в Германии, в земле Шлезвиг-Гольштейн. 
Входит в состав района Зегеберг. Подчиняется управлению Трафе-Ланд.  Население составляет 57 человек (на 31 декабря 2010 года). Занимает площадь 2,79 км².
На выборах в Бундестаг 2017 года первое место завоевал альянс за Германию, второе Свободно-демократическая партия,